# Institut Max-Planck de science de l'histoire humaine
L'institut Max-Planck de science de l'histoire humaine (allemand : Max-Planck-Institut für Menschheitsgeschichte, anglais : Max Planck Institute for the Science of Human History) est un institut de recherche fondamentale situé à Iéna, en Allemagne. Il fait partie des plus de 80 instituts de recherche de la Société Max-Planck.

## Organisation
L'institut comprend trois départements :
- Archéogénétique (direction : Johannes Krause)
- Archéologie (direction : Nicole Boivin)
- Évolution linguistique et culturelle (direction : Russell Gray).

## Historique
L'institut actuel a succédé en 2014 à l'Institut Max-Planck d'économie fondé en 1993.
En 2015, il a repris de l'Institut Max-Planck d'anthropologie évolutionniste la tâche de maintenir le Glottolog.

## Travaux
Parmi les nombreux travaux publiés (indiqués sur le site de l'Institut),
L'étude de dents et d'ossements humains du Néolithique trouvés en Europe a révélé la présence de l'ADN complet de la bactérie Yersinia pestis, responsable de la peste, chez certains individus il y a près de 5 000 ans.
L'étude, par plusieurs techniques, des résidus alimentaires présents dans de la vaisselle en céramique d'il y a 7000 à 8 000 ans a permis de connaitre la nourriture des hommes vivant à l'époque Néolithique en Anatolie.